# Africactenus evadens
Africactenus evadens là một loài nhện trong họ Ctenidae.
Loài này thuộc chi Africactenus. Africactenus evadens được Steyn & Rudy Jocqué miêu tả năm 2003.